# Esther Cleveland Bosanquet

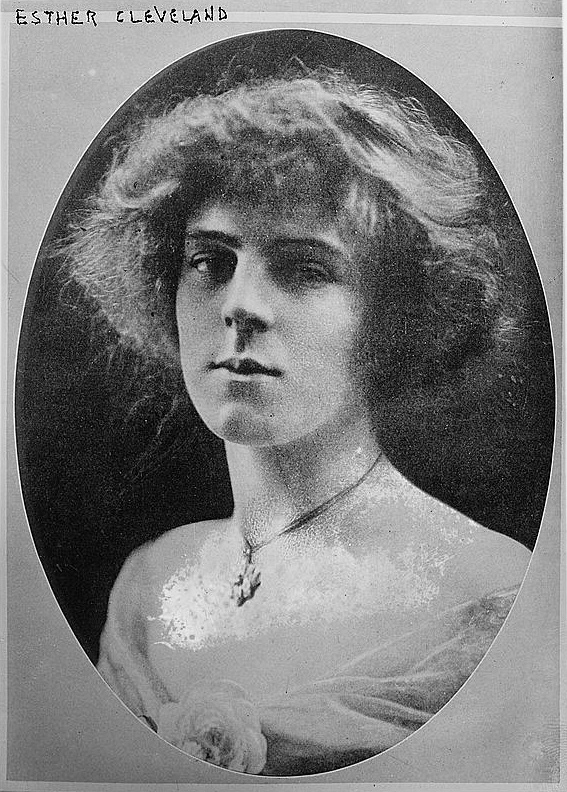
Esther Cleveland Bosanquet

Esther Cleveland Bosanquet (* 9. September 1893 in Washington, D.C.; † 25. Juni 1980 in Tamworth, Carroll County, New Hampshire) war die zweite Tochter des US-Präsidenten Grover Cleveland und seiner Frau Frances. Esther war das bislang einzige Kind eines Präsidenten, das im Weißen Haus geboren wurde.
Sie wurde wenige Monate nach Antritt einer weiteren Amtsperiode ihres Vaters geboren. Grover Cleveland hatte seinen Vorgänger als Präsidenten, Benjamin Harrison, abgelöst. Die Familie war ein zweites Mal in die Räume eingezogen. 1896 infizierte sich das Kind mit Masern, was zu einer Quarantäne im Weißen Haus führte. Fünf Jahre später steckte sich die Tochter des nunmehrigen Ex-Präsidenten mit Diphtherie an. Anfang 1912 wurde Esther in die Gesellschaft eingeführt, und Gerüchte wollten kurz danach von einer Verbindung mit Randolph D. West wissen, was aber durch Verwandte verneint wurde.
Während des Ersten Weltkriegs meldete sich Esther zu freiwilliger Arbeit in England, wo sie ihren Ehemann kennenlernte. Am 4. März 1918 heiratete sie Captain William Sidney Bence Bosanquet von den Coldstream Guards der British Army in der Londoner Westminster Abbey.
Bosanquet war ein leitender Angestellter in der Eisen- und Stahlindustrie. In Yorkshire verbrachten sie ihre gemeinsamen Lebensjahre. Ihr 1893 geborener Ehemann starb am 5. März 1966 in Redcar.
Nach dem Tod ihres Gatten kehrte Esther in die Vereinigten Staaten zurück und ließ sich in Tamworth im Carroll County in New Hampshire nieder, wo sich ihr Vater einen Sommersitz zugelegt hatte. Ihre Tochter war die britische Philosophin Philippa Foot.
Esther Cleveland Bosanquet starb 1980 im Alter von 86 Jahren in Tamworth.